# HC Vítkovice Ridera
A Vítkovice Ridera egy cseh jégkorongcsapat Ostravában. A csapat a Tipsport Extraligában játszik.

## Története
A csapatot 1928-ban alapították SK Moravská Ostrava néven.

### Korábban használt nevek
- 1928 – SK Moravská Ostrava (Sportovní klub Moravská Ostrava)
- 1929 – SSK Vítkovice (Sportovně společenský klub Vítkovice)
- 1937 – ČSK Vítkovice (Český sportovní klub Vítkovice)
- 1945 – SK Vítkovické železárny (Sportovní klub Vítkovické železárny)
- 1948 – Sokol VŽKG (Sokol Vítkovické železárny Klementa Gottwalda)
- 1952 – Baník VŽKG (Baník Vítkovické železárny Klementa Gottwalda)
- 1957 – TJ VŽKG Ostrava (Tělovýchovná jednota Vítkovické železárny Klementa Gottwalda Ostrava)
- 1976 – TJ Vítkovice (Tělovýchovná jednota Vítkovice)
- 1993 – HC Vítkovice (Hockey Club Vítkovice)
- 2005 – HC Vítkovice Steel (Hockey Club Vítkovice Steel)
- 2016 – HC Vítkovice Ridera (Hockey Club Vítkovice Ridera)

## Helyezések
Csehszlovák Extraliga-bajnok: 1951-52, 1980-81